# Bicarinibracon luteus
Bicarinibracon luteus är en stekelart som beskrevs av Donald L.J. Quicke och Walker 1991. Bicarinibracon luteus ingår i släktet Bicarinibracon och familjen bracksteklar. Inga underarter finns listade.